# Tony Tuff
Winston Anthony Morris, dit Tony Tuff, est un chanteur de reggae jamaïcain né le 1er avril 1955 à Kingston (comté de Surrey) et mort le 20 avril 2024,. Il est un des fondateurs du groupe African Brothers.

## Biographie
Tony Tuff commence sa carrière en 1969 en tant que membre du trio vocal The African Brothers, aux côtés de Sugar Minott et Derrick « Bubbles » Howard.
Les African Brothers se séparent au milieu des années 1970. Tony Tuff travaille en dehors de la musique, avant d'y revenir en tant qu’artiste solo à la fin des années 1970, avec l’album Tony Tuff Meets Errol Schorder, partagé avec Errol Scorcher, et des autoproductions comprenant le single I'm So Glad sur son propre label Winston. Il travaille avec Yabby You sur l'album de Tony Tuff en 1980, et de nouveau avec Sugar Minott sur l'album de 1981, présentant Tony Tuff, publié sur le label Black Roots de Minott. Il travaille sur plusieurs sound systems à la fin des années 1970 et dans les années 1980, notamment le système volcanique de Lees Unlimited et d'Henry "Junjo" Lawes. Lawes a également produit plusieurs singles à succès de Tony Tuff, notamment Water Pumpee et Mix Me Down, et a également produit son album de 1983 Come Fe Mash It. Il a continué à être actif au cours des années 1980, mais a été largement absent de la scène musicale dans les années 1990. Il est revenu en 2000 et a enregistré plusieurs albums au nouveau millénaire, dont How Long, enregistré avec Jah Shaka. Il a effectué deux tournées en Europe en 2002, avant de faire une tournée au Canada et aux États-Unis.

## Discographie

### Albums
- 1978 : Tony Tuff Meets Errol Scorcher
- 1980 : Tony Tuff
- 1981 : Hustling
- 1981 : Presenting Mr Tuff
- 1981 : Reggae In The City (aka The Best Of)
- 1982 : Tuff Selection
- 1983 : Come Fi Mash It
- 1984 : Render Your Heart
- 1984 : Wha We A Go Do
- 1986 : Ketch A Fire
- 198X : From Tony Tuff To Lovers Everywhere

### Compilations
Entre parenthèses l'année de sortie
- 198X - 20 Super Hits
- 199X - Singers Reggae Showcase (Tony Tuff & Brethren)